# Heckova reakce

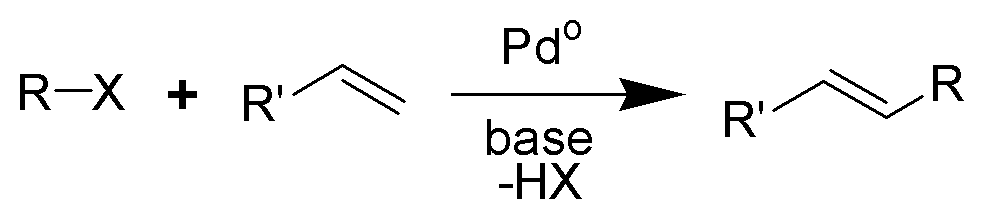
Heckova reakce

Heckova reakce (také nazývaná Mizorokiova-Heckova reakce) je organická reakce, při níž reaguje nenasycený halogenderivát (nebo triflát) s alkenem za přítomnosti zásady a palladia jako katalyzátoru, přičemž vzniká substituovaný alken. Reakci objevili Richard Frederick Heck a Cutomu Mizoroki; Heck za tento objev v roce 2010 obdržel spolu s Eičim Negišim a Akirou Suzukim Nobelovu cenu za chemii. Tato reakce se stala prvním známým příkladem tvorby vazeb uhlík-uhlík katalyzované palladiem. Heckovou reakcí lze vytvářet substituované alkeny.

## Historie
Roku 1971 popsal Cutomu Mizoroki reakci jodbenzenu se styrenem v methanolu při teplotě 120 °C s použitím octanu draselného jako zásady a chloridu palladnatého jako kazalyzátoru, přičemž navazoval na předchozí studie o reakci arenů s alkeny katalyzované palladnatými sloučeninami a o reakcích arylrtuťnatých halogenidů (ArHgCl) s alkeny za přítomnosti stechiometrických množství sloučenin palladia.
| Reakce popsaná Mizorokim v roce 1971 |
| Reakce popsaná Mizorokim v roce 1971 |

V roce 1972 provedl Heck obdobnou reakci, při které však jako katalyzátor použil octan palladnatý, jako zásadu prostorově stíněný amin a nepoužil rozpouštědlo.
| Reakce provedená Heckem v roce 1972 |
| Reakce provedená Heckem v roce 1972 |

Při těchto reakcích se koordinací palladnaté sloučeniny na alken vytváří elementární palladium, které je aktivním katalyzátorem.
Roku 1974 Heck tuto reakci obměnil tím, že do reakční směsi přidal fosfinové ligandy.
| Reakce provedená Dieckem a Heckem v roce 1974 |
| Reakce provedená Dieckem a Heckem v roce 1974 |

## Katalyzátory a substráty
Katalyzátory Heckovy reakce jsou soli nebo komplexní sloučeniny palladia, jako například tetrakis(trifenylfosfin)palladium(0), chlorid palladnatý a octan palladnatý. Jako pomocné ligandy nejčastěji slouží trifenylfosfin, fosfininooxazoliny a BINAP. Obvykle používanými zásadami jsou triethylamin, uhličitan draselný a octan sodný.
Elektrofilem zde může být bromid, chlorid či triflát, stejně jako benzyl- nebo vinylhalogenid. V molekule alkenu musí být nejméně jedna sp2 vazba C-H.Substituenty snižující elektronovou hustotu, jako například akrylátová skupina, tuto reakci urychlují.

## Mechanismus
Při Heckově reakci vznikají jako meziprodukty organické sloučeniny palladia. Sloučeniny palladia v oxidačním čísle 0, které při reakci slouží jako aktivní katalyzátory, se tvoří v reakční směsi z palladnatých prekurzorů.
Jako příklad lze uvést octan palladnatý, který se redukuje trifenylfosfinem na bis(trifenylfosfin)palladium(0) (1) a trifenylfosfin se oxiduje na trifenylfosfinoxid. Následuje oxidační adice (A), při které se palladium naaduje na vazbu aryl-bromid; to následně utvoří π komplex s alkenem (3) a poté se alken připojí na palladium (B) syn adicí. Následně nastane rotační přeměna na trans izomer a beta-hydridové eliminaci C, při které vznikne nový π komplex palladia a alkenu (5). Redukční eliminací uhličitanem draselným palladnaté sloučeniny se obnovuje palladium(0) (D).
| Mechanismus Heckovy reakce |
| Mechanismus Heckovy reakce |

## Stereoselektivita
Heckova reakce je stereoselektivní, jelikož při ní vznikají převážně trans-produkty, protože halogenid palladia a objemný organický zbytek se od sebe při rotačním kroku oddalují. Heckova reakce se průmyslově využívá při výrobě naproxenu a oktylmethoxycinamátu. V průběhu výroby naproxenu dochází k reakci bromovaného naftalenu s ethenem:
| Využití Heckovy reakce při výrobě naproxenu |
| Využití Heckovy reakce při výrobě naproxenu |

## Varianty

### Iontová kapalinová Heckova reakce
Za přítomnosti iontové kapaliny k provedení Heckovy reakce není třeba sloučenina fosforu jako ligand; například lze provést reakci, kdy jsou octan palladnatý a iontová kapalina (bmim)PF6 znehybněny v dutinách ailikagelu s obrácenými fázemi. V tomto případě reakce probíhá ve vodě a katalyzátor lze použít znovu.
| Heckova reakce v siloxanu |
| Heckova reakce v siloxanu |

### Heckova oxyarylace
Při Heckově oxyarylaci je substituent obsahující palladium nahrazen hydroxylovou skupinou a produkt obsahuje dihydrofuranový cyklus.
| Heckova oxyarylace |
| Heckova oxyarylace |

### Aminová Heckova reakce
Aminová Heckova reakce je reakce, při níž vzniká vazba dusík-uhlík. Příkladem je vnitromolekulární reakce oximu, se sunstituenty odtahujícími elektrony, s koncem řetězce dienu, při níž se tvoří derivát pyridinu. Katalyzátorem je tetrakis(trifenylfosfin)palladium(0) a jako zásada slouží triethylamin.
| Aminová Heckova reakce |
| Aminová Heckova reakce |